# Киприянов, Геннадий Васильевич
Геннадий Васильевич Киприянов (14 октября 1927 — 23 марта 2002) — советский военный деятель и педагог, генерал-майор. Начальник Челябинского высшего военного автомобильного инженерного училища имени Главного маршала бронетанковых войск П. А. Ротмистрова (1984—1987).

## Биография
Родился 14 октября 1927 года в деревне Киселево Тюменской области в крестьянской семье.
С 1944 года в возрасте семнадцати лет, был призван в ряды Рабоче-Крестьянской Красной армии. Участник Великой Отечественной войны в звании рядового в составе 104-го Омского запасного стрелкового полка.
С 1945 по 1949 годы проходил обучение в Тюменском военно-пехотном училище. С 1949 по 1952 годы служил в должностях — командира мотострелкового взвода и командира мотострелковой роты 15-й механизированной дивизии в войсках Белорусского военного округа.
С 1952 по 1957 годы проходил обучение в Военной академии тыла и транспорта Советской армии. С 1957 по 1978 годы в течение двадцати одного года, проходил воинскую службу в войсках Уральского военного округа: с 1957 по 1962 годы — начальник автотракторной службы 105-го мотострелкового полка 34-й мотострелковой дивизии, с 1962 по 1966 годы — начальник автотракторной службы 34-й мотострелковой дивизии, с 1966 по 1970 годы — старший офицер автомобильной службы, с 1970 по 1975 годы — заместитель начальника автомобильной службы и с 1975 по 1978 годы — начальник автомобильной службы Уральского военного округа.
В 1978 году Постановлением Совета Министров СССР Г. В. Киприянову было присвоено воинское звание — генерал-майор. С 1978 по 1984 годы в течение шести лет, Г. В. Киприянов был руководителем автомобильной службы Группы Советских войск в Германии.
С 1984 по 1987 годы был — руководителем Челябинского высшего военного автомобильного инженерного училища имени П. А. Ротмистрова, с 1985 года избирался депутатом Челябинского областного исполнительного комитета Совета народных депутатов.
С 1987 года вышел на заслуженный отдых, жил в городе Челябинске.
Скончался 23 марта 2002 года в Челябинске, похоронен на Митрофановском кладбище.

## Награды
- Орден Красной Звезды (1981)
- Медаль «За боевые заслуги»
- Медали СССР и РФ
- Серебряная медаль «Братство по оружию»  (ГДР)